# Mark Veens
Mark Veens (n. 26 iunie 1978, Venray, Limburg, Țările de Jos) este un înotător olandez, medaliat olimpic. A participat la 3 ediții ale Jocurilor Olimpice (1996, 2000, 2004) în care a câștigat o medalie de argint.